# Viaduc de Montigny-sur-Loing
Pour les articles homonymes, voir Viaduc de Montigny.
Le viaduc de Montigny est un pont ferroviaire situé à Montigny-sur-Loing, en France. Il permet à la ligne de Moret - Veneux-les-Sablons à Lyon-Perrache le franchissement du centre du bourg, qui devient plus attractif avec l'arrivée du chemin de fer.

## Situation et accès

### Situation générale et routière
Le viaduc franchit la rue du Loing (entre les points de repère nos 9 et 10 de la route départementale 58), entre les croisements avec l'avenue de la Gare (au nord) et la place de la Mairie (au sud), dans le centre de Montigny-sur-Loing.  Plus largement, il se trouve dans le département de Seine-et-Marne, en région Île-de-France. Un repère de nivellement placé sur le parapet face à la voie en direction de Nemours à 39 centimètres au-dessus de la dalle fait état d'une altitude de 81,704 mètres.

### Situation ferroviaire
Long de 32 mètres, le viaduc de Montigny-sur-Loing est situé au point kilométrique (PK) 74,555 (le PK 0,00 étant à Paris-Gare-de-Lyon) de la ligne de Moret - Veneux-les-Sablons à Lyon-Perrache, entre les gares de Moret-Veneux-les-Sablons (vers Paris) et de Montigny-sur-Loing (vers Montargis),.

## Histoire

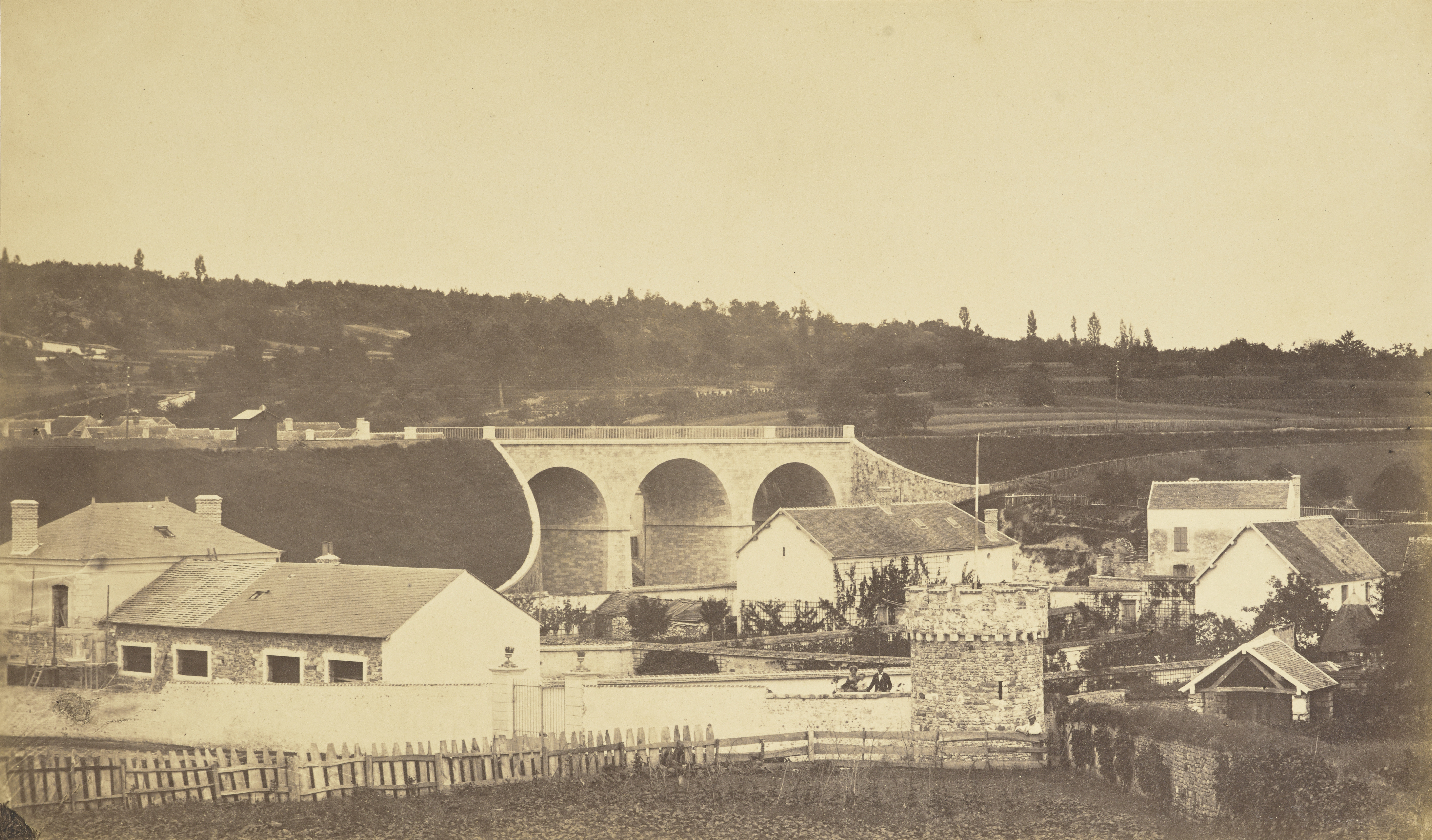
Le viaduc et ses environs en juillet 1861, photographié par Auguste Hippolyte Collard (1812-1893).

Le chemin de fer et le viaduc sont construits vers 1860 et est mis en service le 14 août par la Compagnie des chemins de fer de Paris à Lyon et à la Méditerranée (PLM), lorsqu'elle ouvre à l'exploitation la section de Moret à Montargis,. L'accessibilité permise par ce nouveau mode de transport attire des ingénieurs et des Parisiens aisés qui établissent des demeures le long du Loing et en bordure du village.
Entre le début de septembre 2023 et le 30 de ce mois, la circulation est interrompue sur le viaduc les nuits en semaine ainsi que les week-ends en raison de « travaux entrepris par la SNCF pour la rénovation des rails et l'étanchéité du viaduc ».

## Structure
Le viaduc s'étend sur 32 mètres de longueur. Il reprend une structure voûtée en berceau et se compose de deux piles enterrées, et par conséquent de trois arches. La partie supérieure est équipée de deux voies. On ne trouve pas de poteaux caténaires sur le viaduc ; ceux-ci sont en revanche disposés de part et d'autre de la structure.

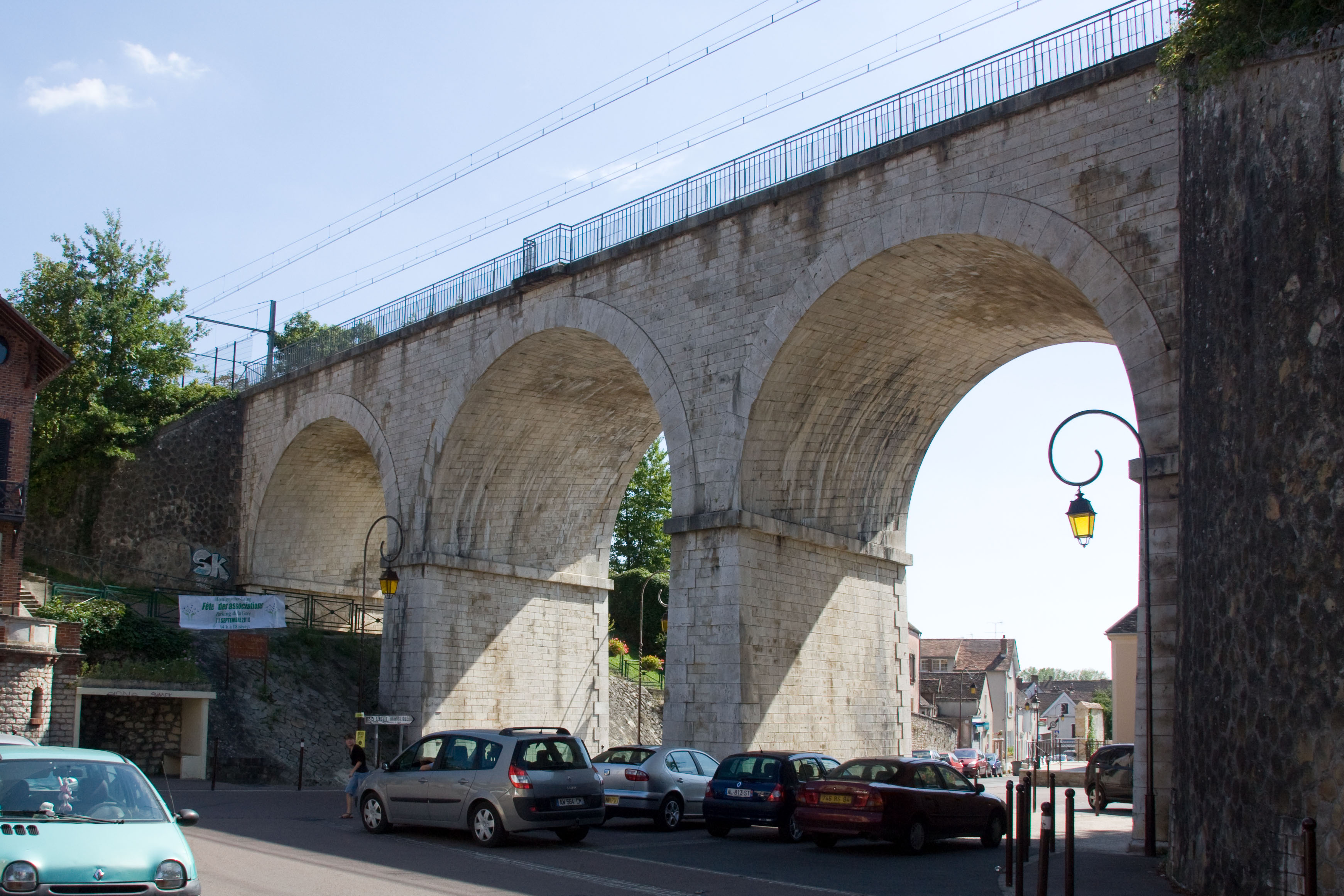
Vue depuis l'avenue de la Gare.
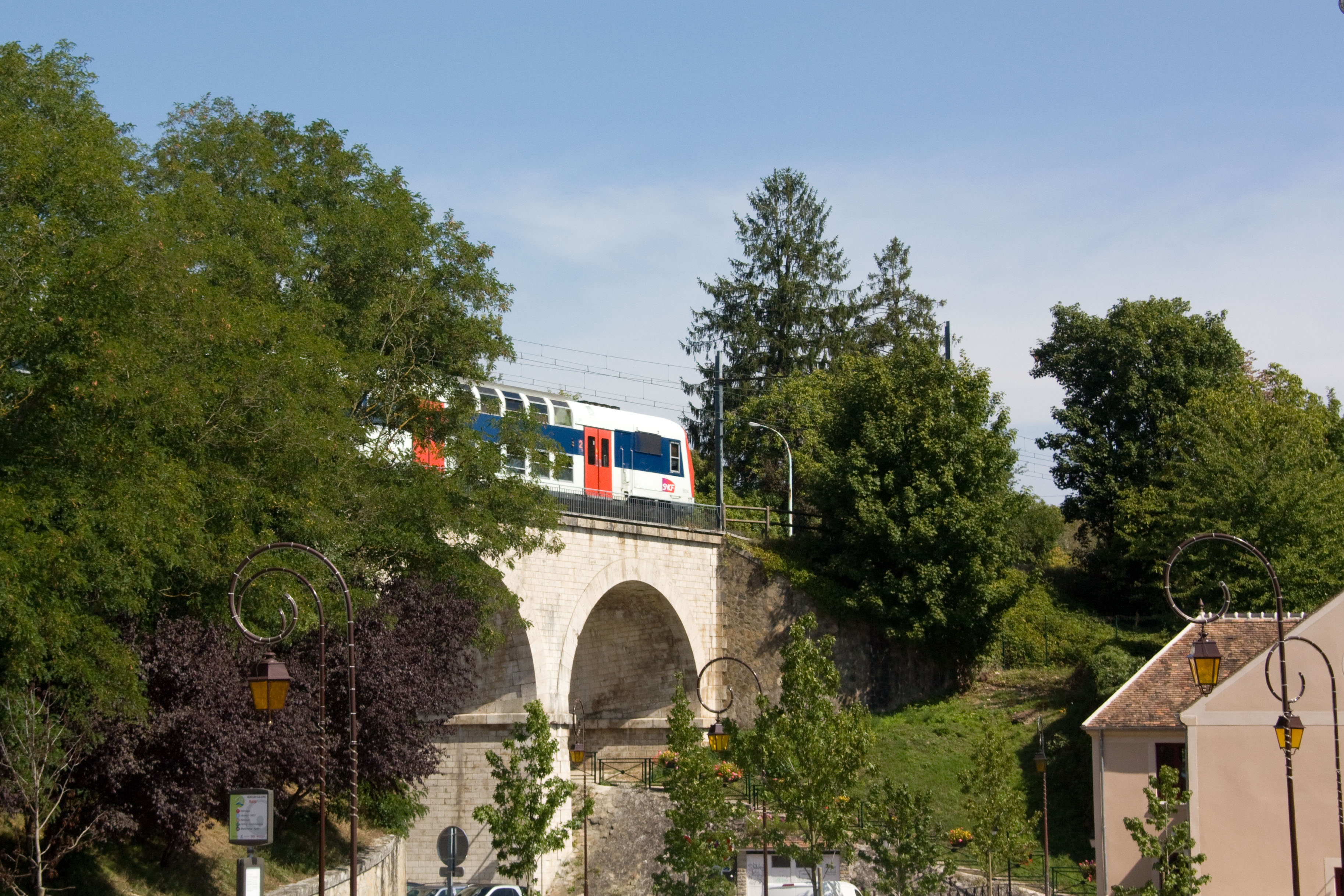
Traversée du viaduc par une rame automotrice de la série Z 5600, en 2010.
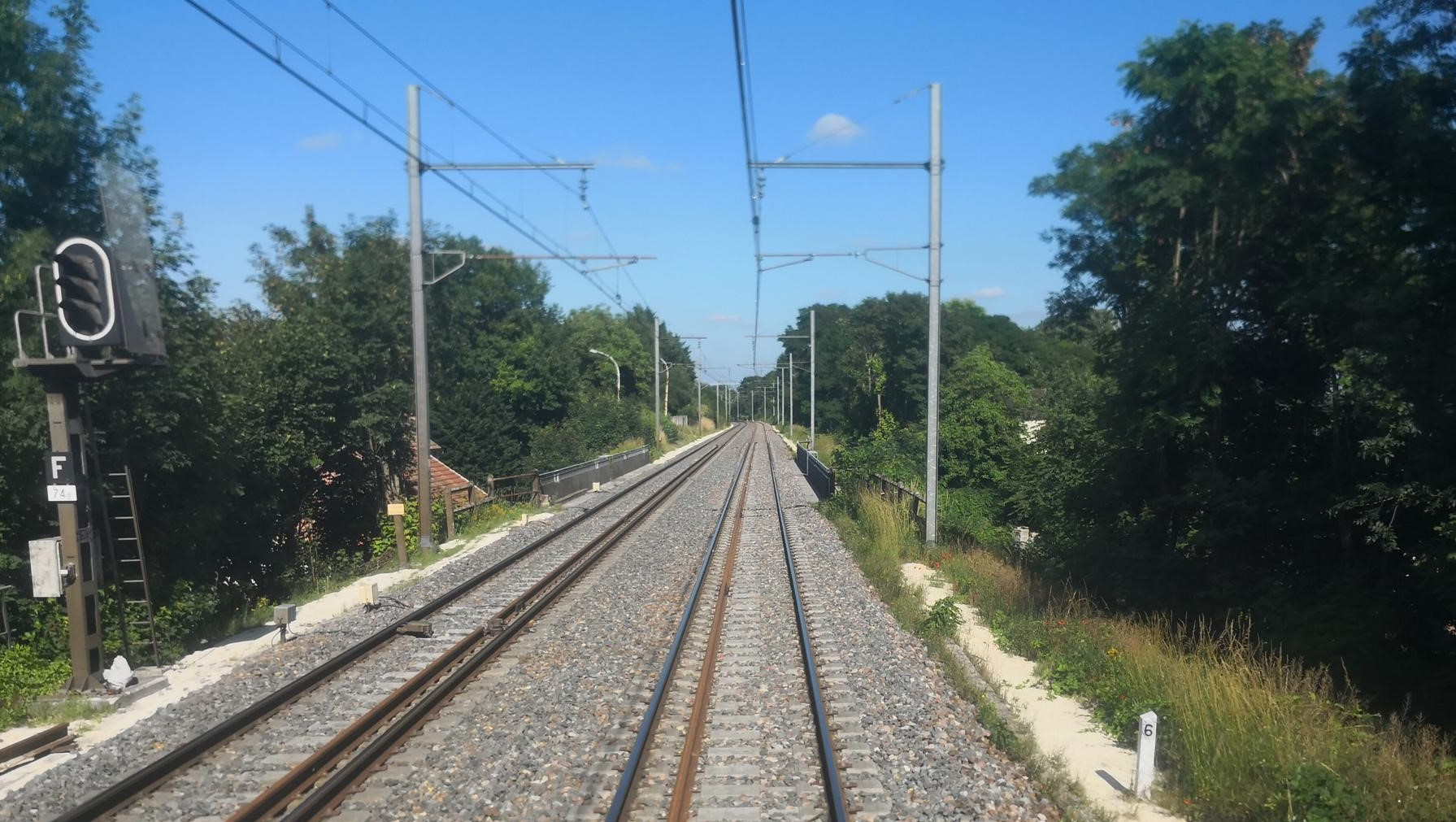
Vue des voies sur le viaduc

## Représentations culturelles
- 1898 : « La Saint-Vincent » par Paul Charton dans la revue L'Alcool qui narre une fin de soirée à Montigny-sur-Loing[11].

« « Ah ça ! je n'ai cependant pas passé le pont du chemin de fer..... c'est curieux, comme c'est loin aujourd'hui..... on a donc rallongé la rue ?..... Tout à coup l'arche immense du viaduc se dressa devant lui, vaguement éclairée par la lune qui perçait le brouillard. — « Ah ! le voilà !..... Tiens, on l'a rapetissé ». Et il se courba pour passer sous une voute de 20 mètres de haut et de 15 mètres de large. »

— Paul Charton